# Czernigowskoje (Kraj Krasnodarski)
Czernigowskoje (ros. Черниговское) – wieś w Rosji, w Kraju Krasnodarskim, w rejonie apszerońskim. W 2021 liczyła 2533 mieszkańców.